# Гравитација или фантастична младост чиновника Бориса Хорвата
„Гравитација или фантастична младост чиновника Бориса Хорвата” је југословенски филм из 1968. године. Режирао га је Бранко Иванда, а сценарио су писали Бранко Иванда и Алојз Мајетић.

## Радња
Након повратка с одслужења војног рока, Борис Хорват налази се на животној прекретници. Размишља о студирању, али већ га чека посао у банци у којој је радио и његов отац. Борис се заљубљује у уметницу Ан, али када се запосли у банци упушта се у везу с колегицом Наташом…

## Улоге
| Глумац            | Улога                        |
| ----------------- | ---------------------------- |
| Раде Шербеџија    | Борис Хорват                 |
| Заим Музаферија   | отац                         |
| Снежана Никшић    | Ана                          |
| Јагода Калопер    | Наташа                       |
| Јелица Влајки     | мајка                        |
| Ђуро Рогина       | Крпимир                      |
| Миљенко Брлечић   | Томислав Хорват              |
| Здравко Поста     |                              |
| Мустафа Надаревић | Блаја                        |
| Фабијан Шоваговић | пијанац                      |
| Саша Виолић       |                              |
| Ангел Паласев     |                              |
| Зденка Трах       |                              |
| Тито Строци       |                              |
| Иво Фици          |                              |
| Златко Мадунић    | Службеник у банци            |
| Борис Фестини     | Службеник у банци            |
| Асја Кисић        | Службеница у банци           |
| Зденка Хершак     | Службеница у банци           |
| Мартин Сагнер     | Службеник у банци            |
| Рикард Брзеска    | Службеник у банци            |
| Круно Валентић    | Службеник у банци            |
| Андро Марјановић  |                              |
| Ана Херцигоња     | Девојка из биртије           |
| Анте Румора       | Младић у чекаоници амбуланте |

## Награде
филм је на фестивалу у Пули награђен Златним аренама за најбољу фотографију и мизику, у те дипломом за режисера дебитанта.